# Кум-Бельский аильный округ
Кум-Бельский аильный округ (аймак) — административная единица в Иссык-Кульском районе Иссык-Кульской области Кыргызстана.
Код COATE — 41702 225 820 00 0

## Население
По данным переписи 2022 года, в аильном округе проживало 5 245 человек.

## Известные уроженцы
- Карике Абдраевич Абдраев — советский и киргизский государственный и партийный деятель. Председатель Иссык-Кульского облисполкома (1970—1980), председатель Организационного комитета Президиума Верховного Совета Киргизской ССР по Таласской области, затем — первый секретарь Таласского обкома КП Киргизии (1980—1986). Депутат Верховного Совета Киргизской ССР 8-10 созыва (1971—1984), депутат Совета Национальностей Верховного Совета СССР 11 созыва от Киргизской ССР (1984—1989).
- Мурат Балбакович Балбаков — советский и киргизский учёный-экономист, специалист по экономике сельского хозяйства. Профессор (1989), доктор экономических наук (1991), заслуженный экономист Кыргызской Республики (1992), член-корреспондент Национальной академии наук Кыргызстана.

## Административное деление
В состав Кум-Бельского аильного округа ныне входят населённые пункты:
- Корумду
- Булан-Сегетту

## Примечание
1. ↑  Государственный классификатор система обозначений объектов административно-территориальных и территориальных единиц Кыргызской республики. Архивная копия от 18 марта 2018 на Wayback Machine — Бишкек: Национальный статистический комитет Кыргызской республики, 2017.
2. ↑  Численность населения областей, районов, городов,поселков городского типа, айылных аймаков и айылов (сел) Кыргызской Республики Архивная копия от 10 ноября 2021 на Wayback Machine (на 2022 год).